# Лазюта Іван Опанасович
Іван Опанасович Лазюта (1938 — 2004) — український радянський діяч, секретар Житомирського обласного комітету КПУ, 1-й секретар Чуднівського районного комітету КПУ Житомирської області.

## Біографія
Освіта вища. Член КПРС.
На 1971—1976 роки — 1-й секретар Чуднівського районного комітету КПУ Житомирської області.
На 1980—1982 роки — завідувач відділу організаційно-партійної роботи Житомирського обласного комітету КПУ.
У 1982 — 26 травня 1990 року — секретар Житомирського обласного комітету КПУ.
На 2001 рік — начальник інспектури Державної комісії України по випробуванню та охороні сортів рослин по Житомирській області.

## Нагороди
- орден «Знак Пошани»
- ордени
- медалі